# Уайденер, Джозеф
Джозеф Эрли Уайденер (англ. Joseph Early Widener; 19 августа 1871 — 26 октября 1943) — американский бизнесмен, коллекционер и филантроп. Является одним из благотворителей Национальной галереи искусства в Вашингтоне.

## Биография
Родился в Филадельфии (штат Пенсильвания), в семье Ханны Джозефины Дантон (1836—1896) и магната Питера Уайденера (1834—1915). Ненадолго поступил в Гарвардский университет, а также изучал архитектуру в Пенсильванском университете. Женился на Элли Панкост, которая родила ему двоих детей, Питера Уайденера II (1895) и Джозефину Панкост Уайденер (1902). Воспитывался Джозеф Уайденер в семейном поместье Линнвуд-холл.

## Трагедия «Титаника»
В апреле 1912 года Джозеф Уайденер потерял своего старшего брата, Джорджа Дантона Уайденера, и племянника, Гарри Элкинса Уайденера, в катастрофе лайнера «Титаник». Элеонора, жена Джорджа, была одной из спасённых «Карпатией». Вскоре после этого вдова Уайденер в память о сыне построила в Гарвардском университете библиотеку Уайденера, открывшуюся 24 июня 1915 года.